# Pirates Well
Pirates Well est une ville des Bahamas située dans l'île district de Mayaguana.